# Справа Фаруелла
«Справа Фаруелла» (фр. L'affaire Farewell) — французький шпигунський трилер 2009 року режисера Крістіана Каріона з Гійомом Кане та Еміром Кустурицею у головних ролях. Фільм оснований на діяльності високопосадовця КДБ Володимира Вєтрова. Сценарій — адаптація книги Сергія Костіна «Привіт, Фаруелле: Правда про французького крота КДБ» (1997). Фільм вийшов у США у червні 2010 року.

## Сюжет
На початку 1980-х високопоставлений аналітик КДБ Сергій Григор'єв, невдоволений радянським режимом, вирішує передати радянські таємниці уряду Франції, зокрема список їхніх шпигунів. Григор'єв (кодова назва «Фаруелл») сподівається змінити Радянський Союз через розгалужену мережу шпигунів, які намагаються здобути наукову, технічну та промислову інформацію із Заходу. З цією ж метою він використовує П'єра Фрома, наївного французького інженера з Москви. Після першої передачі інформації П'єр розповідає про це дружині Джессіці. Заради захисту сім'ї вона наполягає на припиненні шпигунства. Григор'єв переконує П'єра працювати, не доповідаючи дружині. Від поїздок П'єра до Франції Григор'єв очікував подарунки такі як Sony Walkman, касети Queen, коньяк чи книги французької поезії. У міру того, як розквітає грандіозна діяльність Фаруелла, французи приходять в подив від масштабів і кількості найкращих західних технологій, таємно переданих Радянському Союзу.
Під час саміту G7 в Оттаві Міттеран особисто передає президенту США Рональду Рейгану досьє з безцінними даними Фаруелла через підозри в ненадійності Григор'єва. Американці вражені інформацією, а також списком радянських шпигунів у найвищих ешелонах західного науково-промислового апарату. США приступає до амбітного плану: подати СРСР помилкові дані. Невдовзі мережа радянських шпигунів на Заході згортається, Рейган оголошує програму «Зоряні війни». Через відсутність інформації про високі технології Заходу та відсталість власних розробок радянське керівництво панікує. Тоді Михайло Горбачов починає готувати політику реформ, яку він буде проводити в майбутньому.
Григор'єв жертвує собою, щоб врятувати родину Фрома. Вони знищують сліди та тікають на машині до фінського кордону. Перебуваючи в Західній Німеччині П'єр марно благає директора ЦРУ врятувати Григор'єва. На прохання Григор'єва його страчують біля засніженого озера, яке він любить. Пізніше П'єру пропонують роботу в Мангеттені.

## У ролях
| Актор                 | Роль               |
| --------------------- | ------------------ |
| Емир Кустуриця        | Сергій Григор'єв   |
| Гійом Кане            | П'єр Фрома         |
| Олександра Марія Лара | Джессіка Фрома     |
| Віллем Дефо           | Фіні               |
| Фред Ворд             | Рональд Рейган     |
| Філіп Маньян          | Франсуа Міттеран   |
| Нільс Ареструп        | Вальє              |
| Девід Соул            | Гаттон             |
| Інгеборга Дапкунайте  | Наташа             |
| Діна Корзун           | Аліна              |
| Євген Харланов        | Ігор               |
| Крістіан Сандстрем    | агент ФБР          |
| Алекс Фернс           | шотландський агент |
| Діане Крюгер          | жінка на пробіжці  |

## Виробництво
Режисер пропонував Микиті Михалкову головну роль, але той відмовився через зайнятість на зніманні продовження стрічки «Стомлені сонцем». Михалков порадив Сергія Маковецького, який погодився. Проте після дзвінка посла Росії актор відмовився.
Знімання фільму відбувалося в Україні, зокрема в Харкові та Києві, а також у Фінляндії.

## Критика
Фільм отримав позитивні відгуки від критиків США на основі оглядів на Metacritic та Rotten Tomatoes. Роджер Еберт оцінив стрічку в 3,5 зірки відзначивши роботу режисера.